# مدنوگورسک
شهر مدنوگورسک (به روسی: Медногорск) در کشور روسیه و در اوبلاست ارنبورگ واقع شده‌است.